# Accuracy International
Pour les articles homonymes, voir Accuracy.
Accuracy International Limited est un fabricant d'armes britannique spécialisé dans les fusils de précision et établi à Portsmouth. Accuracy International a été créé en 1978 par le champion olympique de tir Malcolm Cooper, Sarah Cooper, Martin Kay et les concepteurs des armes Dave Walls et David Caig.

## Historique
La genèse d'Accuracy International remonte à un projet du tireur sportif Dave Walls qui cherchait à reproduire un revolver à poudre noire Colt 1860. Avec son partenaire de compétition Dave Caig, ils essaient de le reproduire en l'absence de plan de fabrication et, le présentant à un responsable de Colt, reçoivent des critiques élogieuses et le conseil de se lancer dans la fabrication d'armes. Ayant l'habitude de régler et modifier les armes de leur club de tir, les deux hommes créent C&W Products à Worthing, dans le Sussex dans un hangar à côté du domicile de Dave Caig et finissent par créer leur premier fusil destiné au tir sur cible.
C'est à cette époque qu'ils rencontrent le tireur sportif de haut niveau Malcolm Cooper. Ce dernier utilise un fusil C&W Products lors des Championnats du monde de tir de 1978 à Séoul et décroche la médaille d'argent. La collaboration entre Cooper et les deux armuriers en sortira renforcée au point de créer Accuracy International la même année. Même si l'entreprise se concentre sur les armes de tir sportif pour des raisons de rentabilité, certaines de leurs caractéristiques comme la crosse creusée pour la main se retrouveront sur les futures productions militaires de l'armurier.
Au début des années 1980, l'armée britannique cherche à remplacer ses vieux Lee Enfield L42A1 et Accuracy International se porte candidat. Bénéficiant des conseils de tireurs militaires pour améliorer constamment son fusil, Accuracy International voit son arme adoptée par le Special Boat Service (SBS) qui achète huit fusils en 1985 après l'avoir évalué en 1984. Le Special Air Service suit rapidement avec trente-deux fusils. Avec les évaluations et retours de ces clients prestigieux, Accuracy International améliorera encore son fusil qui gagne vite le surnom de Green Meanie en raison de sa couleur verte et sa précision redoutable. Mais l'objectif principal d'Accuracy International reste le remplacement de la totalité des L42A1 britannique, et Caig et Walls se mettent au travail, dessinant les plans de leur fusil au crayon et sur papier, leur petite entreprise ne possédant pas de logiciel de conception par ordinateur. Le fusil appelé L96A1 sera testé par l'armée britannique où il se montrera capable de placer 85% de premiers coups sur des cibles de taille humaine à des distances entre 600 et 900 mètres et de fournir un tir de harcèlement jusqu'à 1.100 mètres.
En 1985, le L96A1 est déclaré vainqueur face aux Parker-Hale Model 85, Heckler & Koch PSG-1, SIG Sauer SSG 2000 et Remington 700.
Le contrat britannique oblige le passage à une production à large échelle et Accuracy International à se réorganiser pour faire face à la demande : développement de la société et de ses moyens ainsi qu'une réorganisation managériale avec Cooper comme représentant de l’entreprise tandis que Caig et Walls s'occupent du développement technique des armes. La production est un temps sous-traitée à une entreprise de Dartford avant qu'Accuracy International n'investisse dans deux machines à commandes numériques d'occasion pour une production en interne à Portsmouth. Dans le même temps, l'entreprise continue de prospecter des marchés à l'exportation. Une importante commande de l'armée suédoise conduit au développement d'une version spécifique du L96A1 appelée Arctic Warfare ou AW et conçue pour fonctionner dans des environnements très froids.
Adopté par la Suède en 1991 sous le nom PSG-90 et Artic Warfare pour le constructeur, le fusil AW deviendra le nouveau standard de la marque sous la dénomination constructeur L118A1 et sera constamment modernisé et amélioré, et son prédécesseur L96A1 sera retiré du catalogue à la fin des années 1990. Le premier développement majeur du L118A1 est l'adoption du calibre .338 Lapua Magnum en 1995 destiné au tir à longue distance et qui donnera naissance au G22 adopté par les forces spéciales allemandes. Le G22 était également doté d'une crosse rabattable qui sera ensuite proposée en option sur le reste de la gamme. La fin des années 1990 voit apparaître l'AW50 chambré en calibre .50BMG destiné au tir à très longue distance (jusqu'à 1.500 mètres) ou au tir anti-matériel ainsi que la série AE pour les forces de police américaines. Ce dernier est une version simplifiée de l'AW, beaucoup plus onéreux, conçu pour offrir un fusil précis à un prix contenu,. Toujours aux États-Unis, Accuracy International décide de proposer à la vente le châssis de ses fusils sur lequel les tireurs peuvent monter un mécanisme plus ancien. Cette idée permet de revaloriser à prix réduit des armes déjà ancienne comme les Remington 700 en installant une mécanique éprouvée sur un châssis ergonomique.
En 1999, la vente de la majorité des actions d'Accuracy International plonge l'entreprise dans une situation financière très délicate. Des investisseurs seront cherchés sans succès en 2004 et, en 2005, des actifs commencent à être liquidés pour éponger les dettes. Mais Dave Walls fait alors savoir aux administrateurs qu'il est intéressé par le rachat d'une partie des actifs et il sera rapidement soutenu par Tom Irwin, un entrepreneur indépendant travaillant pour Accuracy International aux États-Unis. Moins de vingt-quatre heures plus tard, Dave Caig et Paul Bagshaw, le directeur financier, rejoignent également l'équipe de sauvetage. Ils se démèneront pour trouver des financements et arriveront à rallier quatre actionnaires, trouver un financement bancaire et à vendre des actions à des entités associées à l'entreprise telles que des sous-traitants, des agents ou des distributeurs. En douze jours, Accuracy International fut sauvé de la faillite.
La nouvelle entité redémarre ses activités avec seulement sept employés plus les quatre propriétaires. La nouvelle direction revoit complètement l'organisation de la production et le succès revient rapidement. Accuracy International se modernise avec l'achat de nouvelles machines à commandes numériques et l'embauche de nouveaux employés.
En 2007, le ministère britannique de la défense passe commande de plusieurs centaines de L115A3 chambrés en .338 Lapua Magnum pour remplacer ses L96A1. C'est un de ces fusils servi par le caporal Craig Harrison qui abattra en novembre 2009 deux mitrailleurs talibans à 2.475 mètres de distance, record mondial à l'époque. Ce record ne sera battu en 2012 que par un fusil chambré dans un calibre supérieur, un Barrett M82 entre les mains d'un tireur d'élite australien. En 2015, un article du Daily Mail révèle qu'un tireur d'élite britannique des Royal Marine aurait abattu 173 ennemis en six mois en Afghanistan avec un L115A3, dont 90 au cours de la même journée. Néanmoins, cette information n'a jamais été confirmée et vérifiée.
Profitant de sa nouvelle dynamique, Accuracy International s'implante solidement sur le marché américain avec un contrat auprès de l'US Navy. Le Mk. 13 Mod.5 est ainsi une version modernisée du Remington 700 chambrée en .300 Lapua Magnum et monté sur un châssis Accuracy International.Plus tard, une usine est installée à Fredericksburg, en Virginie, permettant de mieux fournir le marché américain.
Au début des années 2010, Accuracy International décide de répondre à une demande des forces spéciales américaines : le programme PRS (Precision Rifle System)  qui vise à fournir un fusil de précision multicalibre et hautement modulaire. Le système AX est présenté lors du Shot Show de Las Vegas et rompt avec l'architecture des Artic Warfare et de ses dérivés. Opposé à de nombreux concurrents, l'AX n'est pas retenu mais devient le nouveau standard de la marque où il remplace au catalogue les Artic Warfare vers l'année 2012. Dans cette logique, la série des AE est également retirée du catalogue et remplacée par les AT.

## Catalogue

### Série L96 - Arctic Warfare et dérivés
La série L96 a été développée au début des années 1980 pour répondre à une demande l'armée britannique qui cherchait à remplacer ses vieillissants Lee Enfield L42. Vainqueur de la compétition face à des concurrents bien établis, le L96 est devenu un véritable succès commercial en s'exportant dans plusieurs dizaines de pays. Il constituait une véritable révolution pour l'époque puisqu’il avait été spécifiquement conçu en tant que fusil de précision militaire, alors que jusque-là les armes des tireurs d'élite étaient dérivées d'armes de chasse ou d'infanterie standard.

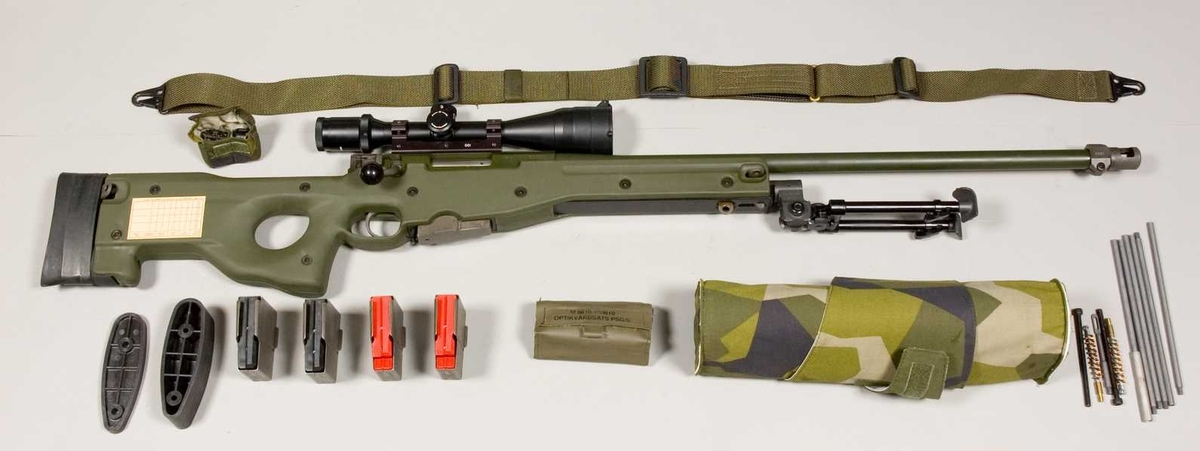
Un PSG-90 de l'armée suédoise entouré de quelques accessoires.

Techniquement, le L96 (AW) est un fusil de précision à verrou dont la culasse est verrouillée par trois tenons. La standardisation de le tête de culasse (AX, AT) est aujourd'hui assurée par une culasse à six tenons (issue de l'AWM L115). Cette mécanique repose sur un châssis-poutre en aluminium sous une coque en plastique à l'origine de couleur verte, puis noire ou sable par la suite. Le boîtier de culasse est fixé sur le châssis avec quatre vis. La crosse est évidée pour permettre au tireur de placer sa main et assurer la stabilité au moment du tir. L’approvisionnement est assuré par un chargeur détachable à double colonne de dix cartouche (en calibre .308 Winchester) ou cinq dans les calibres plus puissants. Le canon flottant est usiné en acier inoxydable est fourni par la société australienne Maddco Rifle Barrels et la société écossaise Border Barrels. Un frein de bouche atténue le recul et peut accueillir un modérateur de son. Le sélecteur de tir comporte trois positions : tir, sécurité avec culasse manipulable et sécurité avec culasse bloquée. Une petite pastille de couleur indique l'état de la sécurité. Le mécanisme de détente comporte deux étages et est réglable pour ajuster le poids de départ.
La Suède adopte à son tour le L96A1, mais l'arme reçoit une série de modifications pour garantir son fonctionnement par des températures glaciales et dans la neige. La version suédoise est baptisée Artic Warfare par le fabricant  et prend la dénomination PSG-90 (Prickskyttegevär) dans la Försvarsmakten. Les autres modifications concernent essentiellement le canon et ses pas de rayures, les Suédois utilisant des munitions locales spécifiques,.
Les accessoires d'origine disponibles chez Accuracy International comprennent une série d'optiques de visée Schmidt & Bender et leurs moyens de montage, un bipied, une béquille de crosse, une bretelle de transport, des plaques de couches pour la crosse, des freins de bouches, des outils de maintenance et de nettoyage et des mallettes et sacs de transport.

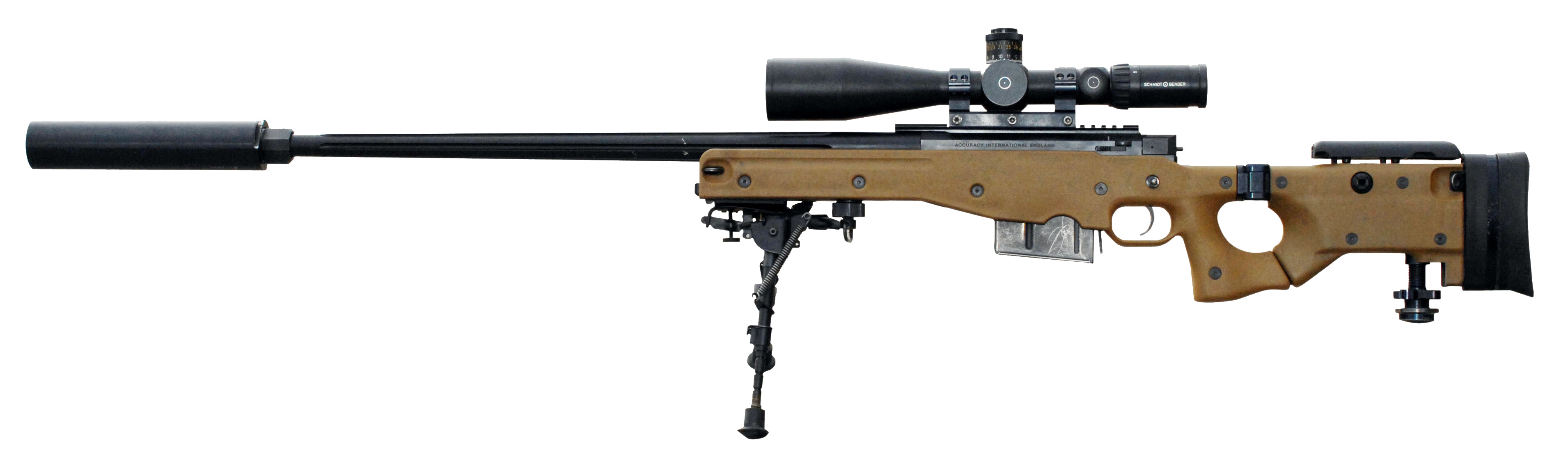
Le L115A3 muni de sa lunette Schmidt & Bender et de son suppresseur de son.

Plusieurs dérivés seront développés, notamment pour l'adapter à de nouveaux calibres. Le .300 Winchester Magnum plus puissant que le .308 Winchester sera adopté par les forces spéciales allemandes sous la dénomination G22 à partir de 1998. Les G22 allemands sont équipés d'une lunette Zeiss et tirent une munition spécialement développée par la société Metallwerk Elisenhütte Nassau (MEN). Les forces spéciales norvégiennes adopteront également des Accuracy International dans le même calibre. Plus puissante encore, la cartouche de calibre .338 Lapua Magnum vient se placer entre la .308 Winchester et la .50 BMG. L'armée britanniques adopte cette munition en 1996  et apparaît ainsi le L115A1, qui deviendra L115A3 après quelques améliorations en 2007 qui apportent une crosse rabattable, une nouvelle optique Schmidt & Bender, une béquille de crosse, un nouveau bipied et un suppresseur de son. Capables de tirs à plus de 1.500 mètres, les L115A1 et A3 seront intensivement employés en Irak et en Afghanistan ,.
Une version très spécifique sera également développée : l'AW Covert à silencieux intégral optimisé pour l'usage de munitions subsoniques. Le bruit généré est équivalent à celui d'une détonation de .22LR. Destiné au tir à courtes portées - environ 300 mètres - le Covert était équipé d'une optique  Schmidt & Bender. Il sera notamment utilisés par certaines unités spéciales américaines, britanniques et le KSK allemand sous la dénomination G25. 
L'un des dérivés les plus spectaculaire de la série L96 et Artic Warfare est l'AW50, développé pour la puissante munition de .50BMG à la fin des années 1990. Techniquement, il s'agit d'une adaptation du mécanisme d'origine pour cette munition plus lourde et volumineuse destinée au tir antipersonnel à très longue distance ou anti matériel. L'AW50 dispose d'un frein de bouche et d'une crosse spécifiques.
Au début des années 2000, Accuracy International décide de répondre à un besoin exprimé par les forces de police américaine qui recherchent un fusil de précision efficace mais financièrement abordable. Techniquement, le fusil AE est une version simplifiée du L96 et Artic Warfare où la standardisation est poussée au maximum sans possibilité pour le client de le personnaliser. Le châssis est simplifié, le busc et la crosse ne sont plus réglables et il n'y a plus de bipied pliable sous le fût ni de frein de bouche. Une version améliorée appelée AE MK II offrant davantage de modularité sera commercialisée par la suite.

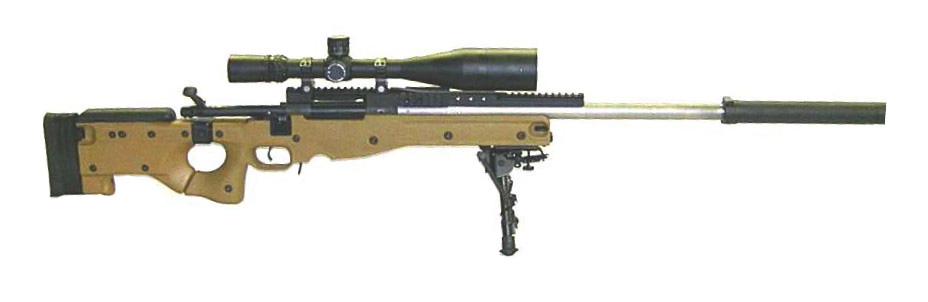
Un Mk 13 Mod5 avec suppresseur de son et son rail de montage spécifique.

Le châssis Accuracy International sera également employé seul pour moderniser des armes plus anciennes sur le marché civil mais aussi militaire à partir de 1999. Les forces spéciales de la marine américaine adopteront le châssis britannique pour moderniser leurs Remington 700 chambrés en .300 Winchester Magnum sous la dénomination Mk 13 Mod.5. Cette version bénéficie d'un rail Picatinny spécifique pour le montage d'un dispositif de vision nocturne. Le Mk 13 Mod.5 cèdera sa place au Mod.7 basé sur un châssis AX avant que le Barrett MRAD ne les remplace définitivement.
Le L96 et ses dérivés ne sont plus commercialisés depuis 2012 environ.

### Séries AX et AT
En 2008, le commandement des forces spéciales américaines (USSOCOM) réclame un nouveau fusil de précision. La future arme devra être capable d'être multicalibre (.308 Winchester, .300 Lapua Magnum et .338 Winchester Magnum), hautement modulaire et d'une précision largement supérieure aux armes en service. Le 15 janvier 2009, le programme Precision Sniper Rifle (PSR) est officiellement lancé et plusieurs fabricants se portent candidats, parmi lesquels Barrett Firearms, Desert Tactical, FN Herstal, Remington Arms et Sako. Accuracy International décide de participer avec une arme spécifiquement développée pour ce marché appelée AXMC.

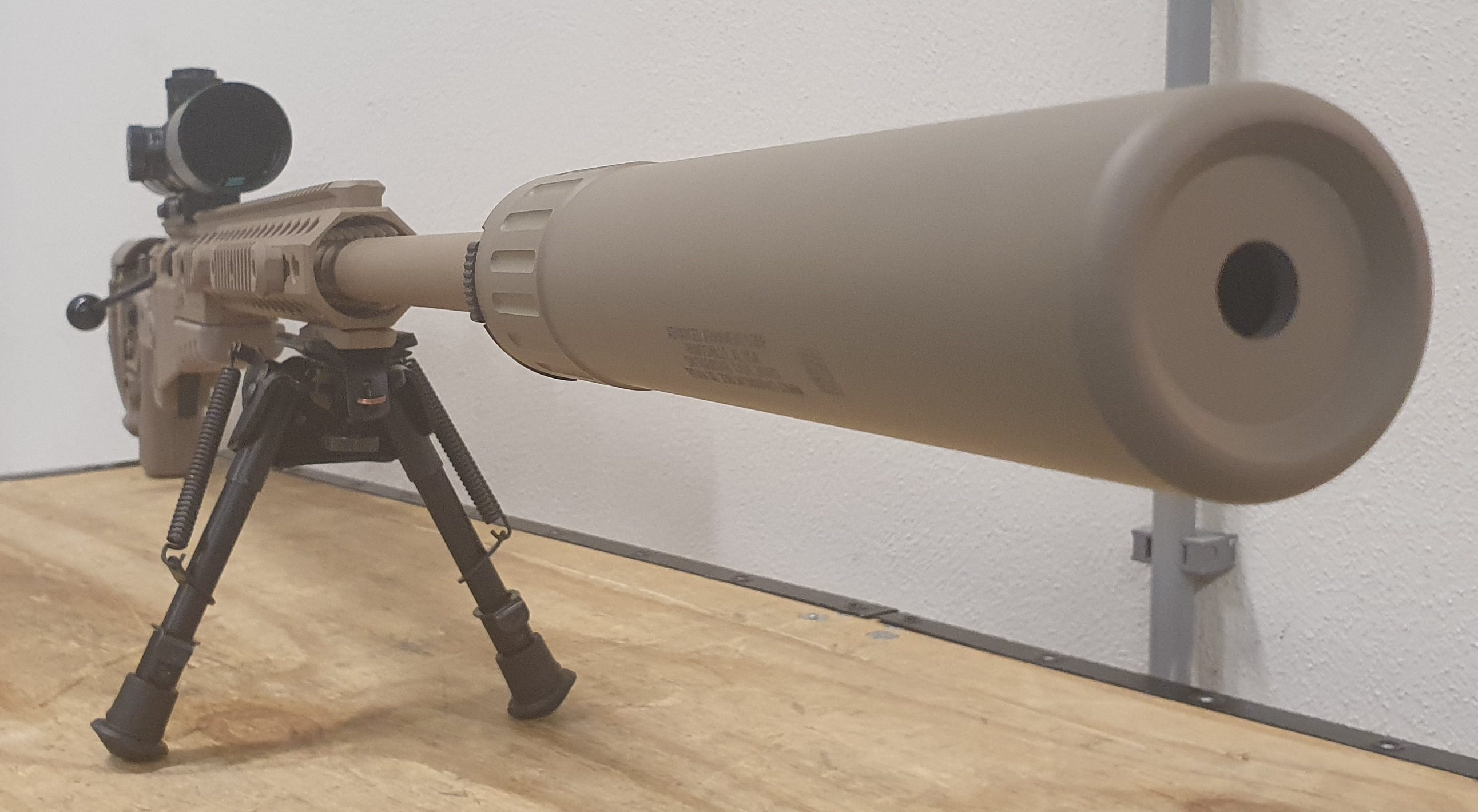
Un AXMC équipé de sa lunette et d'un modérateur de son.

L'AXMC repose sur un châssis modulaire en aluminium muni d'une crosse réglable en polymère rabattable sur le côté droit. Le mécanisme à verrou comprend six tenons de verrouillage et l’approvisionnement s'effectue par des chargeurs amovibles. Pour répondre aux exigences du programme PSR, le fusil était rapidement convertible d'un calibre à l'autre par démontage et remplacement du canon, du chargeur et du mécanisme de verrouillage de la culasse. Des rails Picatinny permettent le montage d'optiques et d'accessoires supplémentaires et de nombreux accessoires étaient fourni avec le fusil. En 2013, c'est le Remington MSR qui est déclaré vainqueur de la compétition et comme les autres perdants de la compétition, Accuracy International va proposer son fusil aux clients intéressés.
En plus de l'AXMC modulaire, Accuracy International propose aussi des versions chambrées dans différents calibres et non modifiables : l'AX308 est chambré en .308 Winchester et l'AX338 en .338 Winchester Magnum.  
L'AXSR est une version déclinée en de multiples calibres, dont certains sont adaptés au tir sportif : .300PRC Hornady, .338 Norma Magnum, 6.5 Creedmoor ou encore le 6.5 Lapua. 
Logiquement, l'AX connaît une déclinaison chambrée en calibre .50BMG pour le tir antipersonnel à longue distance ou antimatériel appelée AX50. 
La série AT (Accuracy Tactical) a été mise au point pour les forces de police qui cherchent un fusil de précision efficace tout en restant abordable et ne requérant pas la robustesse d'une arme destinée à un usage militaire. Uniquement disponible en .308 Winchester, il est basé sur un châssis en polymère et doté à l'origine d'une crosse fixe mais ajustable en longueur avec une plaque de couche. Une crosse pliable latéralement est ensuite devenue disponible en option. La résistance de la détente est ajustable et le canon peut être facilement démonté avec une clé hexagonale. Un rail Picatinny permet l'installation de l'optique de visée et des rails supplémentaires sont disponibles en option.   

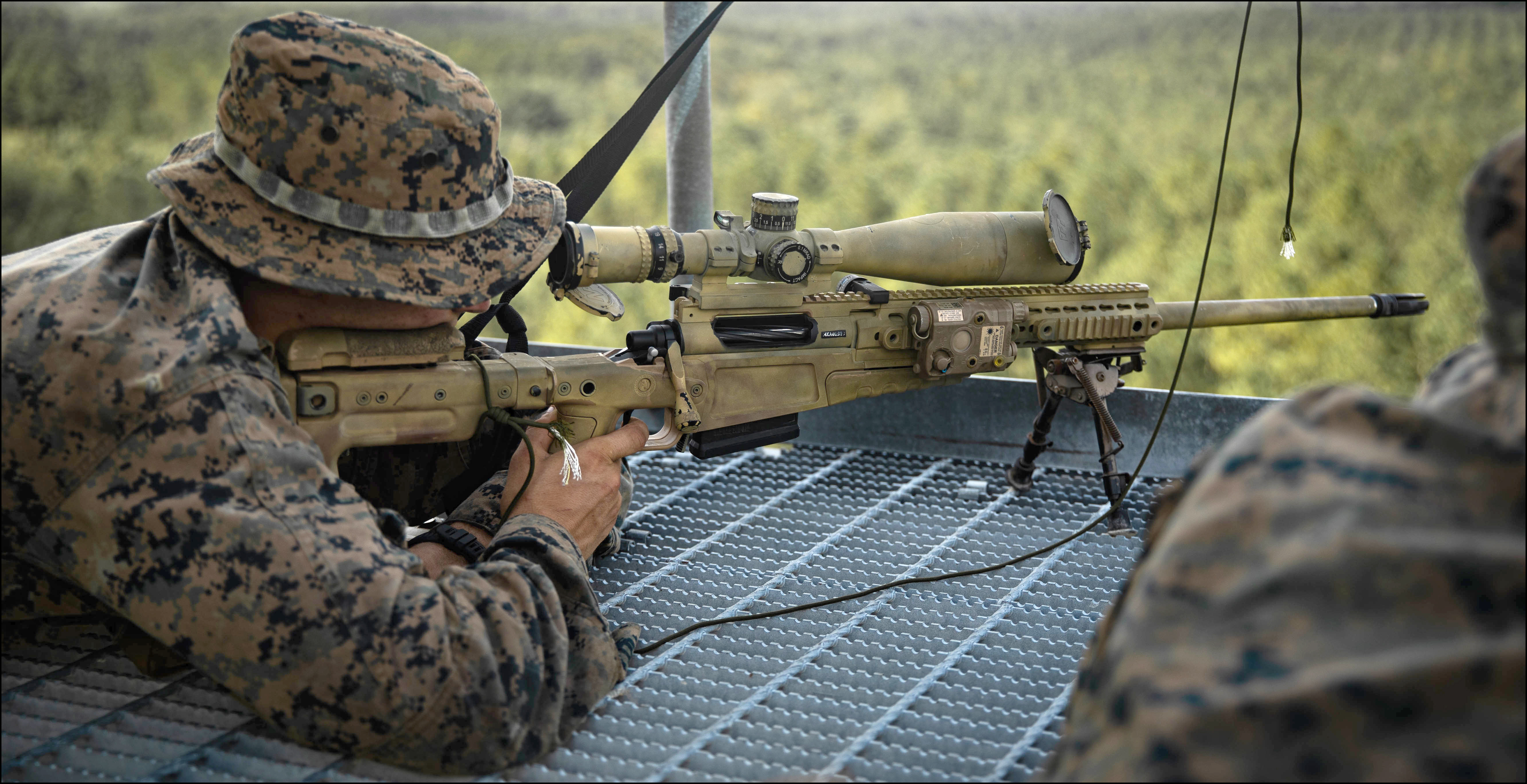
Un Marine américain en position de tir avec un Mk 13 Mod.7.

Comme pour les L96 et Artic Warfare, les châssis des séries AX et AT peuvent recevoir les mécanismes d'autres armes, notamment pour les revaloriser. Le corps des Marines américains va ainsi moderniser ses Remington M40 chambrés en .300 Winchester Magnum à partir d'avril 2018, donnant naissance au Mk13 Mod.7 capable de tir jusqu'à 1.300 mètres. Ces armes ont commencé à être remplacée par le Mk22 (Barrett MRAD) en 2021.    
Au début de l'année 2024, Accuracy International présente le modèle AT-XC destiné à remplacer les AX et AT. Il présente une nouvelle culasse, une crosse plus robuste et un poids plus contenu.     

## Polémiques
En octobre 2020, le site d'investigations Bellingcat révèle que des fusils Accuracy International sont utilisés dans trois zones de guerre jugées problématiques : au Yémen par des soldats saoudiens, par l'armée turque à Afrine en 2018 et dans le Donbass par des soldats russes en 2017.
En Arabie saoudite, les documents officiels britanniques révèlent qu'Accuracy International a exporté 663 fusils en 2017 et 290 en 2016. Les données recueillies par le Campaign against the Arms Trade (CAAT) britannique précise que ce sont vingt-trois licences d'exportations de fusils qui ont été accordées à Riyad depuis 2008, de nombreuses armes étant destinées à la marine saoudienne. Le 10 décembre 2015, la marine royale saoudienne publie une série de photos d'une opération sur les îles Hanish appartenant au Yémen, les images étant effacées peu après. Les armes utilisées par la marine saoudienne semblent toutes être des Artic Warfare. D'autres unités de l'armée saoudienne semblent également dotées des fusils britanniques, comme la Saudi Special Emergency Force (SEF) qui a été vue à l'entraînement avec des fusils de la série AX en 2019.
La Turquie est un client relativement récent d'Accuracy Intertnational, et les données du Register for Conventional Arms des Nations unies (UNROCA). Sous la dénomination .338 Accuracy Octagon sniper rifles, la Turquie a importé différents modèles de fusils britanniques depuis 2008, sans que soit précisées les versions exactes. Ces dernières années sont également apparues des armes turques directement inspirées par les productions britanniques : Kale Defence propose le KSR50 très similaire à l'AX50. Plusieurs armes Accuracy International seront aperçues entre les mains de soldats turcs lors de l'opération Rameau d'olivier lancée en Syrie en 2018.
Les liens entre Accuracy International et la Russie sont peu documentés. La première photo d'un tireur d'élite russe avec un fusil Accuracy International a été prise en septembre 2004 par le photographe Dmitri Beliakov lors de la prise d'otages de Beslan. Quelques années plus tard, le président Dmitri Medvedev est vu manipulant un fusil du même modèle sur le champ de tir Raïevski à Novorossiïsk. L'unité qui y était basée avait déjà participé à des combats en Tchétchénie, sans que l'utilisation de fusils britanniques soit confirmée. En 2010, des opérateurs du Service fédéral de protection (FSO) sont photographiés avec des fusils Accuracy International sur les toits du Kremlin dans le cadre des répétitions du défilé de la Victoire. Des documents officiels britanniques montreront que si plus d'une centaine de fusils ont été exportés, certaines ventes seront annulées à la suite des sanctions prises contre la Russie après 2014. En 2015, plusieurs fusils Accuracy International sont employés au Daghestan près du village de Gimry. La même année, un reportage de la chaîne télévisée Rossiya 1 montre des tireurs d'élite russes avec des fusils de la série AT opérant en Syrie. Le Bellingcat trouvera également des vidéos montrant une unité spéciale du FSB utilisant des fusils Accuracy International AX lors d'un exercice en Crimée en mai 2017. Quelque temps plus tard, une vidéo montre une équipe de tireurs d'élite du FSB opérant près du village de Donetskyi dans la partie sous contrôle russe de l'oblast de Louhansk en Ukraine. Selon l'armée ukrainienne, cette équipe aurait abattu un soldat ukrainien 27 février 2020 près de Novotoshkivske,.

## Culture populaire
Les armes d'Accuracy International apparaissent dans un grand nombre d’œuvres de la culture populaire qu'il s'agisse de film, de séries télévisées et de jeux vidéo.
Dans l'univers du jeu vidéo, c'est probablement Counter-Strike qui a rendu célèbre le fusil de précision Arctic Warfare Police (AWP) auprès du grand public. Les différentes versions du L96 et de l'Artic Warfare sont également présentes dans les premiers Ghost Recon, Rainbow Six, plusieurs Battlefield, GoldenEye 007 ou encore quelques Call of Duty. Ces deux armes sont tout aussi présente au cinéma et dans les séries télévisées, comme Black Widow, Furious 7, les John Wick ou Assaut sur le Central 13.
Les séries AX et AT sont également présentes dans Mission: Impossible - Dead Reckoning sorti en 2023, 6 Underground de 2019 ou Red 2 sorti en 2013. Dans l'univers du jeu vidéo, ils sont présents dans les jeux multijoueurs Warface, Black Squad ou Call of Duty : Modern Warfare de 2019.